# B. Tommy Andersson
Bengt Tommy Andersson, född 26 juli 1964 i Sandhults församling, Älvsborgs län, är en svensk dirigent och tonsättare.

## Biografi
Andersson fick sin utbildning i dirigering vid Kungliga Musikhögskolan i Stockholm med Kjell Ingebretsen, Jorma Panula och Eric Ericson, samt Péter Eötvös, Brian Priestman, Sergiu Comissiona och Gennadij Rozjdestvenskij som lärare. Han slog igenom som dirigent 1992 i Vadstena. Mellan 2003 och 2009 var han adjungerad professor i orkesterspel vid Musikhögskolan i Göteborg, där han byggde upp ett internationellt masterprogram i orkesterspel under namnet Swedish National Orchestra Academy (SNOA). Sedan 2012 är han professor i orkesterdirigering vid Kungliga Musikhögskolan i Stockholm. Andersson är medlem i Föreningen svenska tonsättare, Svenska Dirigentföreningen, Svenska sektionen av ISCM, samt Föreningen Samtida Musik. År 2002 blev han invald som ledamot nr 944 i Kungliga Musikaliska Akademien.
B. Tommy Andersson har dirigerat många svenska professionella orkestrar och operahus samt i 13 andra länder, däribland orkestrar som Czech Philharmonic Orchestra, Bournemouth Symphony Orchestra, Orchestre de la Suisse Romande och BBC National Orchestra of Wales. Han var konstnärlig ledare för KammarensembleN i Stockholm 1994–1999 och chefsdirigent för Stockholms läns Blåsarsymfoniker 1997–2005.
Tonsättaren B. Tommy Andersson har komponerat ett hundratal verk alltsedan elvaårsåldern, däribland orkesterverk, solokonserter, kammarmusik, orgelverk, körverk, två operor och en balett. I april 2009 hade Kungliga Filharmonikerna en "Tonsättarweekend" med B. Tommy Andersson i fokus, d.v.s. en festival med hans musik. Under fyra dagar framfördes 24 verk i Stockholms Konserthus. Säsongen 2014–2015 var han Composer-in-Association med BBC National Orchestra of Wales. Under denna säsong framförde orkestern sju orkesterverk och det hela avslutades med ett uruppförande av tondikten "Pan" vid en proms-konsert i Royal Albert Hall den 5 september 2015.
År 2017 uruppfördes Anderssons konsert Homage to Michelangelo i tre satser för violin och orkester av Norrköpings symfoniorkester med Paul Waltman som solist och Andersson själv som dirigent. Samma år uruppfördes operan The Importance of Being Earnest, samt Fyra Luthervariationer för barytonsolo, kör och orgel.

## Verkförteckning i urval

### Operor
The Importance of Being Earnest, med libretto av William Relton, baserad på Oscar Wildes pjäs med samma namn (2017)
William, som handlar om William Shakespeare och Christopher Marlowe; librettot är skrivet av Håkan Lindquist. (2006)

### Balett
Warriors, med koreografi av Pontus Lidberg (2010)

### Orkesterverk
Enchanted Forest, for orchestra (2021)
Romantic Miniatures, for chamber orchestra (2019, based on earlier organ pieces)
Variations for Orchestra on a Theme of Mozart (1984/2019)
Pan, for large orchestra with organ (2015)
Death in Venice, for orchestra (2013)
Toccata, Aria & Chaconne, for string orchestra (2011)
The Garden of Delights, for orchestra (2009)
Passacaglia, for large orchestra (1988/2008)
Bohèmiana, after Giacomo Puccini, for orchestra (2007)
Satyricon, for large orchestra (2000)
Epitaffio, for string orchestra (1989)
Intrada, for wind instruments and percussion (1989)

### Solokonserter
Poseidon, Organ Concerto No. 2 (2021)
Le fontane di Villa d'Este, for large organ and orchestra (2019)
Beyond the Senses, concerto for string trio (violin, viola, violoncello) and orchestra (2018)
Concerto for Violin and Orchestra, Homage to Michelangelo (2016)
Albertus Pictor, concerto for organ and string orchestra [Organ Concerto No. 1] (2014)
Reflections, for soprano saxophone (or clarinet) and orchestra (2003)
Apollo, konsert för slagverk och orkester (1995)
Concerto for Horn and Orchestra (1985/1993)

### Ensemble och Kammarmusik
Awakening of the Beauteous Faun, for 8 violoncellos (2012)
The Secrets of Eros, for flute, clarinet, piano, violin, viola, violoncello (2010)
Games for Giton, for wind quintet (2002)
Dark Shadows, for tenor recorder and marimba (1990)
Notturno, for violoncello and organ (1989)
A Bed of Roses, for five percussionists (1989)
Conflicts, for five percussionists (1988)
Impromptu, for clarinet (or flute) and vibraphone (1987)
Sonata for Percussion and Piano (1987)

### Piano
Pieces for Pontus (2007)
Tema con variazioni (1983)
Aforismer (1982)

### Orgel
Toccata (2022)
Sera d'estate al Pincio (2019)
Elegy for an Angel (2009)
Adagio mesto (1982/2009)
Fanfare (2009)
Nocturne (1990/2008)
Prelude (1983/2008)
Processional (2008)
Benedictus (1992/2008)
Procession (1988)
Variations on a Theme of Mozart (1984/1985/2009)

### Soloinstrument
Fantasia per viola sola (1980/1987)
Lamento, for violoncello solo (1986)

### Körverk
Passio secundum Matthaeum (latin), for soprano, mezzo, baritone, mixed chorus, 2 violas, 2 violoncellos, and organ (2023)
Vier Luther-Variationen (Martin Luther), for baritone solo, mixed chorus, and organ (2017)
Från mars -79 (Tomas Tranströmer), for mixed chorus and organ (2013)
The Tyger (William Blake), for mixed chorus and organ (or accordion (2012)
A Christmas Gloria (based on old christmas songs in Latin), for chorus, organ, and orchestra (2009)
A Song of Joys (Walt Whitman), for male chorus, solo voice, and percussion (2005)
Kyssar vill jag dricka (Höga visan), for mixed chorus a cappella (2004)
Sonnet XVIII (William Shakespeare), for mixed chorus a cappella (2002)
Kom, gryende dag (Atle Burman), for mixed chorus a cappella (1988)
Du gav din ande röst (Birgitta Wennerberg-Berggren), for mixed chorus a cappella (1988)
Te Deum (latin, and poems of Adrián Santini), for baritone solo, mixed chorus, organ, percussion, 2 violas, 2 violoncellos (1987)
"Du som är..." (Dag Hammarskjöld), for women's chorus, solo viola, and organ (1986)
Stabat Mater (latin), for women's chorus, solo violoncello, and solo doublebass (1985)
Hjärtstilla (Erik Axel Karlfeldt), for mixed chorus a cappella (1982)
Nachts (Joseph von Eichendorff), for male chorus a cappella (1981)
Jungfru Maria i rosengård (Viktor Rydberg), for mixed chorus and piano (1981)

### Solosånger
Sonetti di Michelangelo (Michelangelo Buonarroti), for voice and piano (2016)
Antique (Arthur Rimbaud), for male voice and piano (1999)
Hymnus (latin), for soprano, baritone and piano (1982)
Fyra Bilder (Birger Sjöberg, Erik Axel Karlfeldt), for low voice and piano (1981)

## Priser och utmärkelser
- 1989 – Borås Tidnings kulturstipendium till Tore G Wärenstams minne
- 1993 – Crusellstipendiet
- 2002 – Ledamot nr 944 av Kungliga Musikaliska Akademien
- 2014 – Musikföreningens i Stockholm stipendium
- 2022 – Christ Johnson-prisen (stora priset)[3]